# Stoliczno
Stoliczno – marka bułgarskiego piwa gatunku koźlak, produkowana w browarach Zagorki w Starej Zagorze.
Marka została wprowadzona w 2004 roku. Na rynku dostępna jest od grudnia 2006 roku, do kupienia w puszkach oraz w szklanych butelkach 0,5 l.
Stoliczno (Stolichno Bock Beer) jest jedynym koźlakiem produkowanym w Bułgarii. Wyróżnia się ciemnym, czerwonobrązowym kolorem z odbiciem granatu. Charakterystycznym akcentem aromatu jest duża ilość karmelu. Piwo tworzone jest z ciemnych słodów. Posiada 6,5 % alkoholu.